# 葛義才

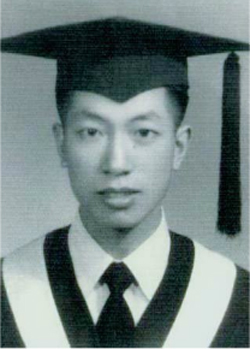
葛義才自国立台湾大学法律系毕业学士照

葛義才（1928年1月9日—2016年6月25日）浙江省东阳县人。中华民国法官、检察官。中国国民党党员。

## 生平
葛義才生在浙江省东阳县一个农村富裕家庭，和父亲两代均为单传。家中有田地、房舍，父亲是农民，后来从事金华火腿买卖（金华火腿产自东阳县）。葛義才自幼在家乡小学读书，该小学只有初小，没有高小。其父不舍得葛義才到城里去念高小，故出资在家乡兴办了一所小学，其父自兼校长，聘请优秀教师来校任教，让儿子葛義才在该小学念高小。葛義才高小毕业後，考入县立东阳中学。念初中一年级时，抗日战争中日军进攻东阳县，该校迁往後方，後来在山区复校。葛義才先後自县立东阳中学初、高级部毕业。
民国37年（1948年），葛義才自东阳中学毕业，原本准备报考杭州、 上海一带的大学。但到上海时，大学招生时间已过，他想到堂伯父葛之覃正在台湾任职，便到台湾投奔。堂伯父葛之覃在台湾先任台湾高等法院检察处首席检察官，后又任台湾高等法院院长。葛義才因到台湾的时间关系，未能当即入大学学习，乃希望堂伯父帮其在法院谋事。依照「边远省条例」的规定，有高中毕业学历者即有资格在法院任书记官，葛義才本想让堂伯父任命自己为书记官，但堂伯父为避嫌，未安排其入法院，转而介绍他到新竹山林管理所（台湾林务局下辖单位）工作。
因为堂伯父是法官，故葛義才对法律工作产生兴趣，决定以法律系为第一志愿。他报名参加了中兴法商学院、国立台湾大学的入学考试，皆获录取，其中前者是会计系，后者是法律系，他乃决定入国立台湾大学法律系。大二时，他开始兼任家教。在校期间，法律系主任是梅仲协，法学院院长先是萨孟武， 后来是戴炎辉。他上过梅仲协、刘鸿渐、林纪东、蔡章麟等老师的课。
自国立台湾大学法律系毕业後，民国44年（1955年）就业特种考试甲级一般行政组优等第4名及格，被分发到中国纺织公司任职。在通过一般行政考试后，葛義才先行去军中服预备军官役，为预备军官第四期，在陆军官校接受了六个月的军事训练。在 陆军官校结训时，与孙立人的部队一同接受蒋中正的校阅。结训后，到军法学校接受分科教育。民国45年（1956年）军法特种考试军法官考试等一名及格，获得保安司令部军法处处长李元簇召见。稍後，民国45年（1956年）司法人员特种考试推事检察官考试中等第2名及格。通过此次考试者，入司法官训练所第3期。该期本来为期1年，后来延长至1年半，这是谷凤翔部长的决定。起初，葛義才是「带薪受训」，在中国纺织公司领取薪水，但因延长训练半年，中国纺织公司认为他结训后恐怕要出任法官，不会再回中国纺织公司工作，於是告知其不再支薪，已發的薪水不再收回。在司法官训练所第3期，葛義才先后上过刘鸿渐、王伯琦以及所长石志泉等老师的课。葛義才以司法官训练所第3期第1名的成绩结业，被分发至台湾台北地方法院任候补推事。
民国47年（1958年）12月至民国49年（1960年）8月，葛義才任台湾台北地方法院候补推事。原本候补推事在学习期满后，将补实担任法官。但谷凤翔部长提出「审检互调」、「上下交流」，在葛義才等人当候补推事一年半后，谷凤翔部长将他们调出当检察官。由于当时「重推轻检」，故司法官训练所第3期在台北的同学全体去找谷凤翔交涉，由葛義才代表讲话，谷凤翔则劝说他们接受，称是因为一些老检察官希望出任推事。葛義才当时要和一位女检察官对调，但这位女检察官不想任推事，故迟未报到。不久，谷凤翔部长卸任，郑彦棻接任部长，女检察官便联络葛義才上呈郑彦棻部长，希望免去他们职务互调之命令。但郑彦棻部长未批准，他们仍然互调。由此葛義才在民国49年（1960年）8月至民国50年（1961年）4月任台湾台北地方法院检察处检察官。
民国50年（1961年）4月至民国53年（1964年）5月，葛義才任台湾台北地方法院推事。民国53年（1964年）5月至民国54年（1965年）2月，任台湾台中地方法院推事，调台湾高等法院台中分院办事。民国54年（1965年）2月至民国55年（1966年）3月，任台湾台中地方法院推事兼庭长。民国55年（1966年）3月至民国56年（1967年）9月，任台湾高等法院台中分院推事。民国56年（1967年）9月至民国62年（1973年）8月，任台湾高等法院简任推事。民国62年（1973年）8月至民国64年（1975年）7月，任台湾高等法院台中分院简任推事兼庭长。民国64年（1975年）7月至民国69年（1980年）7月，任台湾高等法院简任推事兼庭长。民国68年（1979年）保举最优人员，奉颁荣誉纪念章。
民国69年（1980年）7月至民国72年（1983年）12月，葛義才任司法院第一厅厅长。这一任职是司法院副院长洪寿南向院长黄少谷推荐的结果。在第一厅厅长任内，葛義才曾考察日本、韩国等地，这是葛義才第一次出国。民国72年（1983年）12月至民国75年（1986年）12月，任台湾桃园地方法院院长。民国75年（1986年）12月至民国76年（1987年）5月，任台湾台中地方法院院长。
民国76年（1987年）5月至民国78年（1989年）3月，葛義才任司法院副秘书长。这是在林洋港任司法院院长期间，由司法院秘书长王甲乙推荐而任职。民国78年（1989年）3月至民国79年（1990年）3月，葛義才任台湾高等法院台南分院院长。民国79年（1990年）3月至9月，任台湾高等法院台中分院院长。民国79年（1990年）9月至民国82年（1993年）2月，任台湾高等法院院长。他还曾任东海大学法律系兼任教授，法部司法官训练所讲座，司法官特考典试委员。民国82年（1993年）2月，因司法院秘书长王甲乙调任最高法院院长，葛義才遂接任司法院秘书长。
民国82年（1993年）10月至民国85年（1996年）10月，葛義才任公务员惩戒委员会委员长，并兼代司法院秘书长职务至1994年获准辞去兼代职务。兼代司法院秘书长是因司法院院长林洋港即将参选总统，可能很快便辞去司法院院长职务，不便另行起用新秘书长。1994年林洋港辞去司法院院长职务后，葛義才方卸任司法院秘书长。民国82年（1993年）起，出任公证学会理事长。民国85年（1996年）10月至民国86年（1997年）12月，葛義才出任最高法院院长，民国86年（1997年）12月届龄申请退休。在最高法院院长任内，重视清理积案，落实 「限量分案」、「保密分案」等等。民国86年（1997年），获颁司法功绩奖章。

## 著作
- 葛义才，我国公务员惩戒制度之运作与改进之探讨，法律评论61卷1、2期（总1315期），1995年2月，页2-6。
- 葛义才，非讼事件法论，葛义才发行，三民书局总经销，1993 年初版，四次再版、2004 年新增修版，完成新法版本。